# Bukser
Bukser (benklæder) er en beklædningsgenstand med to ben, der dækker bæreren fra livet. De fås i flere længder: knæbukser går til lige under knæet, mens forskellige shorts går til over knæet. Lange bukser når anklerne. Bukser kan lukkes foran med klap, gylp med en eller flere knapper, lynlås eller en snor.
Bukser kan laves af kunststoffer eller naturstoffer som bomuld som denim, uld eller hør.
- Bukser fra grønlandsk skinddragt